# Anisogaster antennatus
Anisogaster antennatus là một loài bọ cánh cứng trong họ Cerambycidae.